# Hárskút (Magyarország)
Hárskút (németül: Lindenbrunn) község Veszprém vármegyében, a Veszprémi járásban.

## Fekvése
A Bakony legmagasabban fekvő települése. Veszprémtől északnyugatra 18 kilométerre található az Északi-Bakony szívében.

### Megközelítése

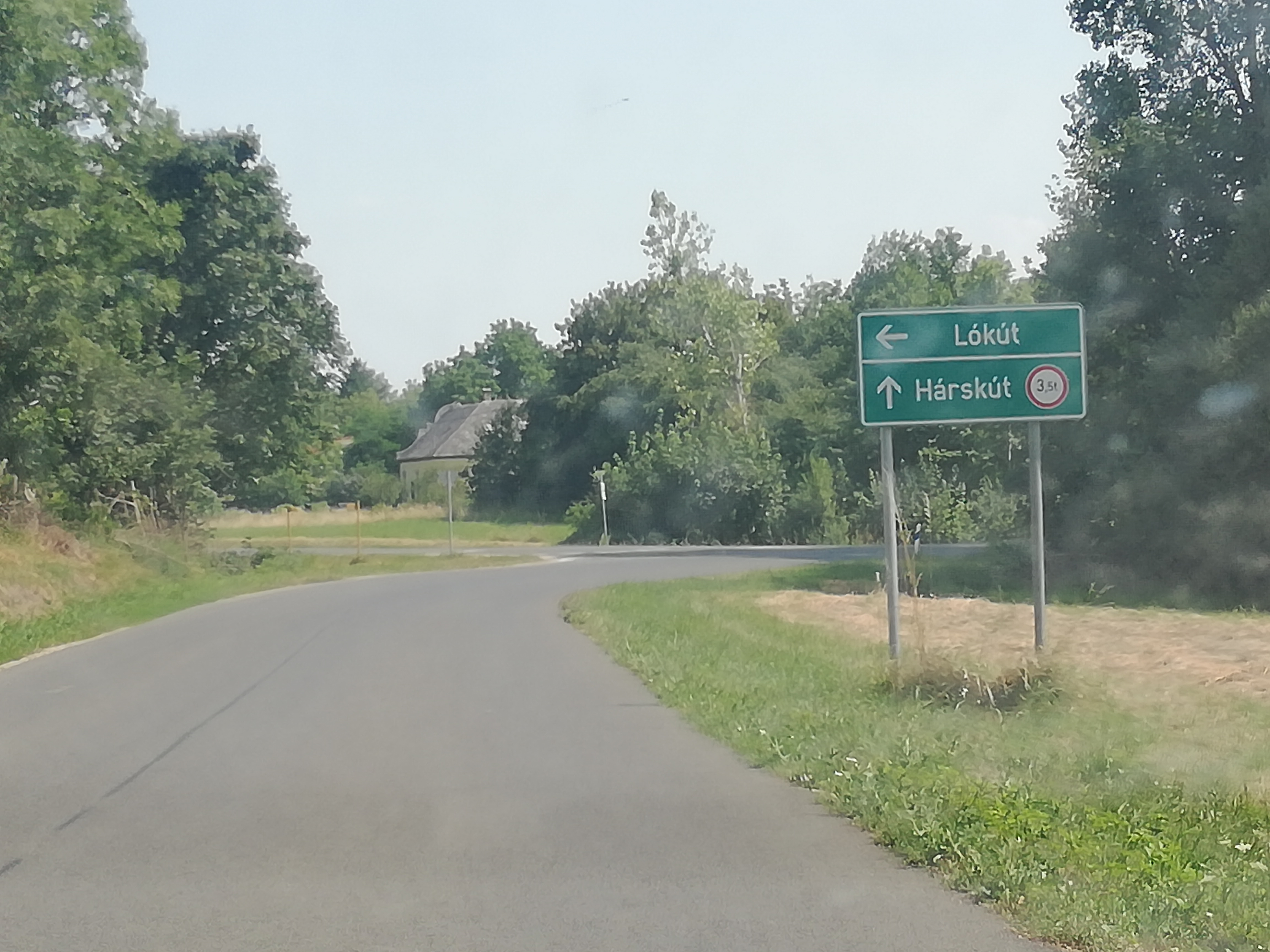
A Zircről Hárskútra vezető út lókúti elágazása

Hárságy nevű településrészén végighalad egy öt számjegyű mellékút, a 83 111-es út, ezen közelíthető meg északi és déli irányból, Pénzesgyőr (a 8301-es út) és Márkó (a 8313-as út) felől is. [A Pénzesgyőr–Hárskút-szakasz egy része földút!] Gyertyánkút településrésze egy önkormányzati úton elérhető Lókút irányából is. A pénzesgyőri és a lókúti út télen nem mindig járható.
Budapest felől közúton az M7-es autópályán, majd Székesfehérvárnál a 8-as főútra letérve érhető el a leggyorsabban; Szombathely felől a 8-as főúton közelíthető meg. Mindkét esetben Márkónál kell északnak kanyarodni.
Közvetlen buszjárattal a település Veszprémből és Herend felől érhető el.
Egységes országos vetület (EOV) koordináták: Y=556574, X=205301

## Története
Hárskút Hárságy-puszta és Gyertyánkút-puszta összevonásából jött létre 1956. július 1-én.

### Hárságy-puszta
Hárságy-puszta kialakulásáról többféle magyarázat is fennmaradt. Ezek egyike szerint neve a 15. században tűnt fel először Hasság formában, mint a vásonkői vár tartozéka. A települést 1483. július 1-én Kinizsi Pál ajándékozta a vázsonyi pálos kolostornak. Nevét is hársfáiról kapta, amelyekre állítólag Mátyás király vadászai építettek magasleseket.
Hárságy-puszta első lakói a fennmaradt közigazgatási adatlap alapján  német anyanyelvű erdőmunkások voltak.
A település lakóiról az első hiteles bejegyzés egy 1874. március 9-én kelt adat, mely a szentgáli születési anyakönyvből való. Az ezt követő nyolc esztendőben csak három család neve került bejegyzésre az anyakönyvekben: Knolmajer József, Lipót és János. Hét-nyolc év eltelte után azonban már újabb nevek bukkannak fel az anyakönyvekben. Ezek a nevek nagy valószínűséggel német eredetre utalnak (Hákl, Pittman, Hofman, Veidlinger, Teimaier).
Az 1870-es évben kiadott XLII. törvénycikk alapján Szentgált a Veszprémi járáshoz osztották be. A puszta neve Szentgál tartozékaként először 1900-ban tűnt fel "A Magyar Korona Országainak Helységnévtára" című adatgyűjteményben.
Hárskút egy 1909-es nyilvántartás szerint Szentgálhoz tartozó lakott külterület, melyen 290 személy élt. Az 1910-es népszámlálási adatok Hárságy-pusztára vonatkozó bejegyzései szerint 460 fő élt itt, melyből magyar nemzetiségű 261, német pedig 199, melyből 434 személy volt római katolikus, 25 református és egy személy ágostai hitvallású volt. Írni és olvasni 232 lakos tudott.

### Gyertyánkút-puszta
Gyertyánkút-puszta első lakói a szomszédos lókúti üveghuta, valamint a hamuzsírégető gyár, illetve szénégető telep munkásai voltak. A faszén-égető telepet ugyanis az itteni gyertyánerdő szélén alakították ki. Származása alapján a legtöbb munkás cseh-morva-szlovák származású volt. A hely nevét Gyertyánkút néven először 1804-ben említették, de "domus cineraria" név már 1780-tól kezdve gyakran előfordult. Gyertyánkúton az első német lakosok megjelenéséről már 1790–1800 közötti időkből maradtak fenn adatok.
Az 1790-es évek elején Lókút-Óbányán leállt az üveghuta gyár, utána a hely pusztává fejlődött vissza. Voltak családok, akik az óbányai üveghuta bezárása ellenére is ezen a helyen telepedtek le. A környéken található üveghutagyárak – Lókút-Óbánya, Pénzesgyőr – felszámolása után kialakult 1804 körül Gyertyánkút, mint hamuzsír égető-, valamint faszénégető telep ("domus cineraria"), egy a szomszédos Lókúthoz tartozó lakott terület.
A lókúti anyakönyvben az első Gyertyánkúttal kapcsolatos anyakönyvi bejegyzés az 1804-es évekből való. 1829-ben már 3 zsellércsalád is lakott a településen (a lókútiakkal együtt 45). A lakosság száma lassan gyarapodni kezdett. A feljegyzések szerint 1819-ben 50 fő volt és valamennyien római katolikus vallásúak voltak.
Gyertyánkút Lókúthoz, Pénzeskúthoz és Óbányához hasonlóan kettős tulajdonban volt. Az egyik tulajdonos a Kiskesziben élő Zámory Károly, a másik a Veszprémben élő Marton Zsigmond, mindkettőjüknek több vármegyére kiterjedő táblabírói tisztsége volt.
A lakosok nagyrészt földművesek és napszámosok voltak, akik mindössze egy fél katasztrális hold nagyságú földet bírtak, ezért sokan kivándoroltak Amerikába a jobb megélhetés reményében.
Hárságy-puszta és Gyertyánkút-puszta lakosai közül 1948. január 14-én és 18-án összesen 130 személyt telepítettek ki. A lókúti, gyertyánkúti és hárságyi németek nagy többsége Pirna környékére került, amely az egykori NDK déli részén feküdt. Az elhurcoltak többsége Németországban telepedett le, vagy pedig onnan az Egyesült Államokba, Ausztráliába utazott, ott kezdett új életet.

## Közélete

### Polgármesterei
- 1990–1994: Tamás Gyula (független)[3]
- 1994–1998: Tamás Gyula (független)[4]
- 1998–2000: Szilágyi Sándor (független)[5]
- 2000–2002: Schmidt István (független)[6][7]
- 2002–2006: Kiss Árpád (független)[8]
- 2006–2010: Kiss Árpád (független)[9]
- 2010–2014: Kiss Árpád (független)[10]
- 2014–2019: Tábori Ferenc (Fidesz-KDNP)[11]
- 2019–2024: Tábori Ferenc (Fidesz-KDNP)[12]
- 2024– : Kauker Gergely (független)[1]

A településen 2000. május 7-én időközi polgármester-választást tartottak, az előző polgármester lemondása miatt.

## Népesség
A település népességének változása:
| Lakosok száma | 689  | 681  | 660  | 681  | 662  | 670  | 667  |
|               | 2013 | 2014 | 2015 | 2021 | 2022 | 2023 | 2024 |

A 2011-es népszámlálás során a lakosok 92,4%-a magyarnak, 11,4% németnek, 0,3% lengyelnek mondta magát (7,4% nem nyilatkozott; a kettős identitások miatt az végösszeg nagyobb lehet 100%-nál). A vallási megoszlás a következő volt: római katolikus 69,5%, református 2,2%, evangélikus 0,9%, izraelita 0,1%, felekezeten kívüli 7,7% (19,3% nem nyilatkozott).
2022-ben a lakosság 92%-a vallotta magát magyarnak, 11,9% németnek, 0,2-0,2% cigánynak, horvátnak, lengyelnek, bolgárnak, szlovénnek és szlováknak, 2,4% egyéb, nem hazai nemzetiségűnek (8% nem nyilatkozott; a kettős identitások miatt a végösszeg nagyobb lehet 100%-nál). Vallásuk szerint 41,5% volt római katolikus, 4,5% református, 0,5% evangélikus, 1,4% egyéb keresztény, 0,2% egyéb katolikus, 8,3% felekezeten kívüli (43,4% nem válaszolt).

## Nevezetességei
- A jégkorszaki emlékét őrzi Hárskút környékén a cifra kankalin- vagy medvefül (Primula auricula ssp. hungarica). Magyarországon már csak néhány helyen található meg. 1929-ben fedezte fel Rédl Dezső ezt a különleges fajt Hárskút határában. A virág áprilisban virágzik, kicsi sárga virágokat hoz. Csak a hidegebb, északi sziklás lejtőn marad meg, pár száz tőből álló kolóniája védett.
- Nevezetes a település sváb konyhája.
- Hárskút lakója Varga Károly egykori sportlövő, a moszkvai olimpia bajnoka.
- Életének utolsó éveit hárskúti magányában töltötte Szemere László mikológus (gombaszakértő),[16] nevét a művelődési ház falán emléktábla őrzi.